# Ska Keller
Franziska Maria „Ska“ Keller (Wilhelm-Pieck-Stadt Guben, 1981. november 22. –) német politikus, A Zöldek/Európai Szabad Szövetség egyik társelnöke, Philippe Lamberts mellett.

## Politikai karrierje
2002-ben lett a Szövetség ’90/Zöldek tagja. 2007 és 2009 között Brandenburg tartományi pártelnök volt.

### Az Európai Parlamentben
2009. július 14-től az Európai Parlament tagja.
Tagja az Elnökök Értekezletének, az EU–Törökország Parlamenti Vegyes Bizottságba delegált küldöttségnek és a CARIFORUM–EU Parlamenti Bizottságba delegált küldöttségnek, póttagja az Állampolgári Jogi, Bel- és Igazságügyi Bizottságnak és az EU–Mexikó Parlamenti Vegyes Bizottságba delegált küldöttségnek.